# سفارة شمال مقدونيا في الولايات المتحدة
سفارة شمال مقدونيا في الولايات المتحدة هي أرفع تمثيل دبلوماسي لدولة شمال مقدونيا لدى الولايات المتحدة. تقع السفارة في واشنطن العاصمة وهي تهدف لتعزيز المصالح الشمال مقدونية في الولايات المتحدة.

## وصلات خارجية
- الموقع الرسمي
- قائمة سفارات شمال مقدونيا
- قائمة السفارات في الولايات المتحدة